# Grande Prêmio da Bélgica de 1997
Resultados do Grande Prêmio da Bélgica de Fórmula 1 realizado em Spa-Francorchamps em 24 de agosto de 1997. Décima segunda etapa da temporada, foi vencido pelo alemão Michael Schumacher, da Ferrari.

## Resumo
Giancarlo Fisichella (Jordan-Peugeot) e Heinz-Harald Frentzen (Williams-Renault) completaram o pódio. O alemão herdou o terceiro lugar de Mika Häkkinen, desclassificado da prova após  irregularidades no combustível de sua McLaren no treino classificatório.
- Este foi o GP de número 300 da Arrows e o ducentésimo da Minardi.
- Häkkinen foi desqualificado por irregularidades no combustível.

## Classificação da prova

### Treino oficial
| Pos.                      | Nº | Piloto                | Construtor        | Tempo    | Diferença |
| ------------------------- | -- | --------------------- | ----------------- | -------- | --------- |
| 1                         | 3  | Jacques Villeneuve    | Williams-Renault  | 1:49.450 |           |
| 2                         | 7  | Jean Alesi            | Benetton-Renault  | 1:49.759 | + 0.309   |
| 3                         | 5  | Michael Schumacher    | Ferrari           | 1:50.293 | + 0.843   |
| 4                         | 12 | Giancarlo Fisichella  | Jordan-Peugeot    | 1:50.470 | + 1.020   |
| 5                         | 9  | Mika Häkkinen         | McLaren-Mercedes  | 1:50.503 | + 1.053   |
| 6                         | 11 | Ralf Schumacher       | Jordan-Peugeot    | 1:50.520 | + 1.070   |
| 7                         | 4  | Heinz-Harald Frentzen | Williams-Renault  | 1:50.656 | + 1.206   |
| 8                         | 2  | Pedro Paulo Diniz     | Arrows-Yamaha     | 1:50.853 | + 1.403   |
| 9                         | 1  | Damon Hill            | Arrows-Yamaha     | 1:50.970 | + 1.520   |
| 10                        | 10 | David Coulthard       | McLaren-Mercedes  | 1:51.410 | + 1.960   |
| 11                        | 16 | Johnny Herbert        | Sauber-Petronas   | 1:51.725 | + 2.275   |
| 12                        | 22 | Rubens Barrichello    | Stewart-Ford      | 1:51.916 | + 2.466   |
| 13                        | 17 | Gianni Morbidelli     | Sauber-Petronas   | 1:52.094 | + 2.644   |
| 14                        | 14 | Jarno Trulli          | Prost-Mugen/Honda | 1:52.274 | + 2.824   |
| 15                        | 8  | Gerhard Berger        | Benetton-Renault  | 1:52.391 | + 2.941   |
| 16                        | 15 | Shinji Nakano         | Prost-Mugen/Honda | 1:52.749 | + 3.299   |
| 17                        | 6  | Eddie Irvine          | Ferrari           | 1:52.793 | + 3.343   |
| 18                        | 23 | Jan Magnussen         | Stewart-Ford      | 1:52.886 | + 3.436   |
| 19                        | 19 | Mika Salo             | Tyrrell-Ford      | 1:52.897 | + 3.447   |
| 20                        | 20 | Ukyo Katayama         | Minardi-Hart      | 1:53.544 | + 4.094   |
| 21                        | 18 | Jos Verstappen        | Tyrrell-Ford      | 1:53.725 | + 4.275   |
| 22                        | 21 | Tarso Marques         | Minardi-Hart      | 1:54.505 | + 5.055   |
| Limite dos 107%: 1:57.112 |    |                       |                   |          |           |
| Fontes:                   |    |                       |                   |          |           |

### Corrida
| Pos.    | Nº | Piloto                | Construtor        | Voltas | Tempo/Diferença   | Grid | Pontos |
| ------- | -- | --------------------- | ----------------- | ------ | ----------------- | ---- | ------ |
| 1       | 5  | Michael Schumacher    | Ferrari           | 44     | 1:33:46.717       | 3    | 10     |
| 2       | 12 | Giancarlo Fisichella  | Jordan-Peugeot    | 44     | + 26.753          | 4    | 6      |
| DSQ     | 9  | Mika Häkkinen         | McLaren-Mercedes  | 44     | Desclassificado   | 5    |        |
| 3       | 4  | Heinz-Harald Frentzen | Williams-Renault  | 44     | + 32.147          | 7    | 4      |
| 4       | 16 | Johnny Herbert        | Sauber-Petronas   | 44     | + 39.025          | 11   | 3      |
| 5       | 3  | Jacques Villeneuve    | Williams-Renault  | 44     | + 42.103          | 1    | 2      |
| 6       | 8  | Gerhard Berger        | Benetton-Renault  | 44     | + 1:03.741        | 15   | 1      |
| 7       | 2  | Pedro Paulo Diniz     | Arrows-Yamaha     | 44     | + 1:25.931        | 8    |        |
| 8       | 7  | Jean Alesi            | Benetton-Renault  | 44     | + 1:42.008        | 2    |        |
| 9       | 17 | Gianni Morbidelli     | Sauber-Petronas   | 44     | + 1:42.582        | 13   |        |
| 10      | 6  | Eddie Irvine          | Ferrari           | 43     | Colisão           | 17   |        |
| 11      | 19 | Mika Salo             | Tyrrell-Ford      | 43     | + 1 volta         | 19   |        |
| 12      | 23 | Jan Magnussen         | Stewart-Ford      | 43     | + 1 volta         | 18   |        |
| 13      | 1  | Damon Hill            | Arrows-Yamaha     | 42     | Porca da roda     | 9    |        |
| 14      | 20 | Ukyo Katayama         | Minardi-Hart      | 42     | Motor             | 20   |        |
| 15      | 14 | Jarno Trulli          | Prost-Mugen/Honda | 42     | + 2 voltas        | 14   |        |
| Ret     | 18 | Jos Verstappen        | Tyrrell-Ford      | 25     | Spun Off          | 21   |        |
| Ret     | 11 | Ralf Schumacher       | Jordan-Peugeot    | 21     | Spun Off          | 6    |        |
| Ret     | 10 | David Coulthard       | McLaren-Mercedes  | 19     | Spun Off          | 10   |        |
| Ret     | 21 | Tarso Marques         | Minardi-Hart      | 18     | Spun Off          | 22   |        |
| Ret     | 22 | Rubens Barrichello    | Stewart-Ford      | 8      | Falhas na direção | 12   |        |
| Ret     | 15 | Shinji Nakano         | Prost-Mugen/Honda | 5      | Pane elétrica     | 16   |        |
| Fontes: |    |                       |                   |        |                   |      |        |

## Tabela do campeonato após a corrida
| Pos. | Piloto                | Pontos |
| ---- | --------------------- | ------ |
| 1    | Michael Schumacher    | 66     |
| 2    | Jacques Villeneuve    | 55     |
| 3    | Heinz-Harald Frentzen | 23     |
| 4    | Jean Alesi            | 22     |
| 5    | Gerhard Berger        | 21     |

| Pos. | Construtor       | Pontos |
| ---- | ---------------- | ------ |
| 1    | Ferrari          | 84     |
| 2    | Williams-Renault | 78     |
| 3    | Benetton-Renault | 47     |
| 4    | McLaren-Mercedes | 28     |
| 5    | Jordan-Peugeot   | 25     |

- Nota: Somente as primeiras cinco posições estão listadas.